# Bernhard Körber

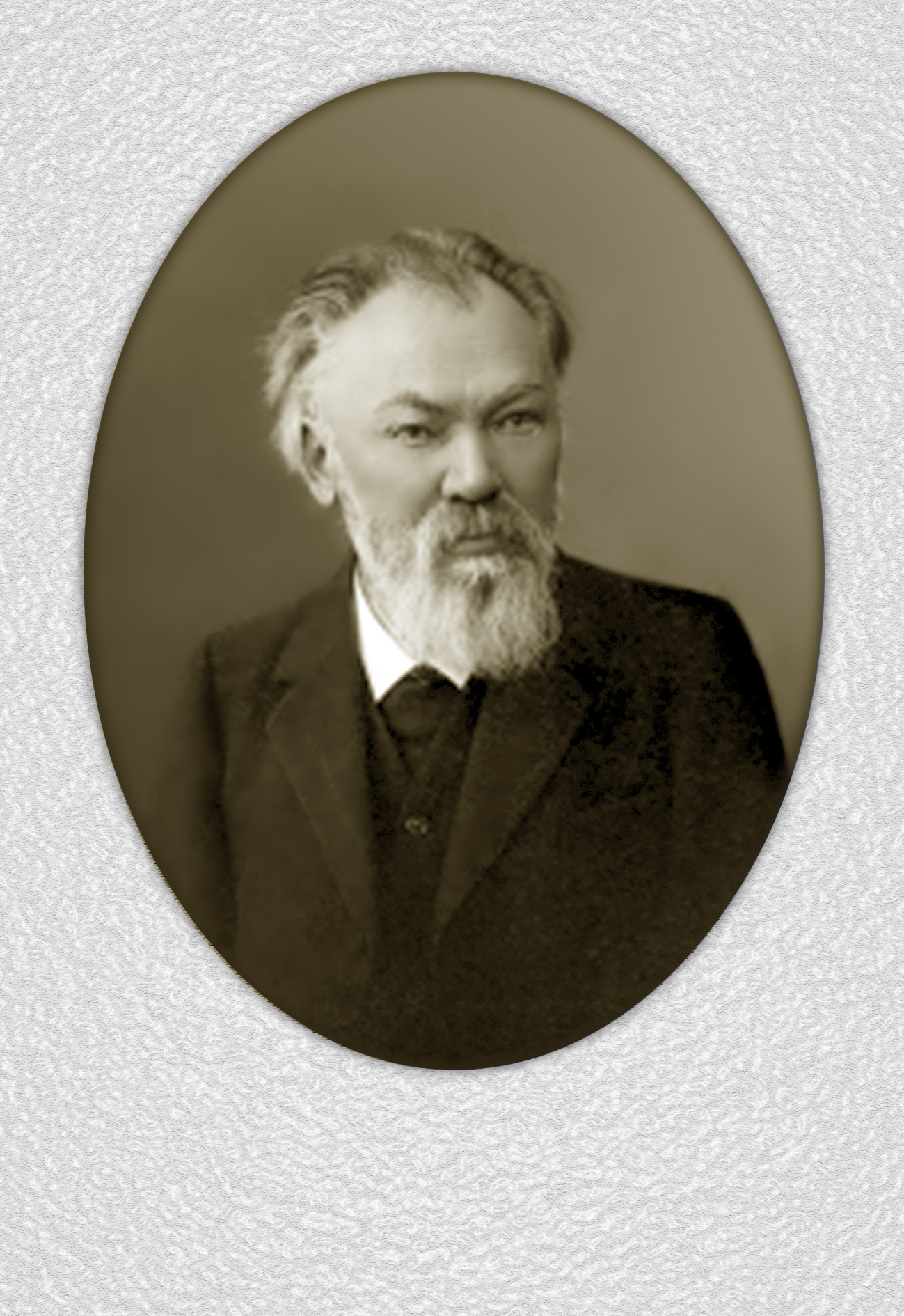
Bernhard Körber (vor 1890)

Bernhard Eduard Otto Körber (* 28. Maijul. / 9. Juni 1837greg. in Võnnu, Livland; † 18. Maijul. / 31. Mai 1915greg. in Tartu) war ein deutschbaltischer Mediziner.

## Leben
Von 1847 bis 1856 besuchte Körber das Gymnasium in Dorpat. Von 1856 bis 1861 studierte er Medizin an der Kaiserlichen Universität Dorpat. Von 1862 bis 1864 war er Kirchspielsarzt für Ringen und Randen in Livland und zugleich Domänenarzt des Kreises Dorpat-Werro. Von 1865 bis 1879 war er Arzt im Dienst des russischen Marineministeriums in Kronstadt, danach für 3 Jahre in Südamerika und am Mittelmeer, von 1868 bis 1870 war er studienhalber in Wien, Würzburg und London, in den Jahren 1870 und 1871 nahm er am Deutsch-Französischen Krieg teil. Von 1879 bis 1895 war er Professor der Staatsarzneikunde und Hygiene in Dorpat, er emeritierte als Studienrat. Von 1888 bis 1895 wirkte er als Präsident der Handwerkervereinigung, von 1888 und 1904 als Direktor der Hilfsvereinigung, von 1902 bis 1904 als Stadtverordneter.

## Veröffentlichungen
- Biostatik der im Dörptschen Kreise gelegenen Kirchspiele Ringen, Randen, Nüggen und Kawelecht in den Jahren 1834 bis 1859. Karow, 1864, 50 Seiten.
- Die Sections-Technik für neugeborene Kinder. Schnakenburg, 1888, 99 Seiten.